# Tramwaje w Rolle/Gimel

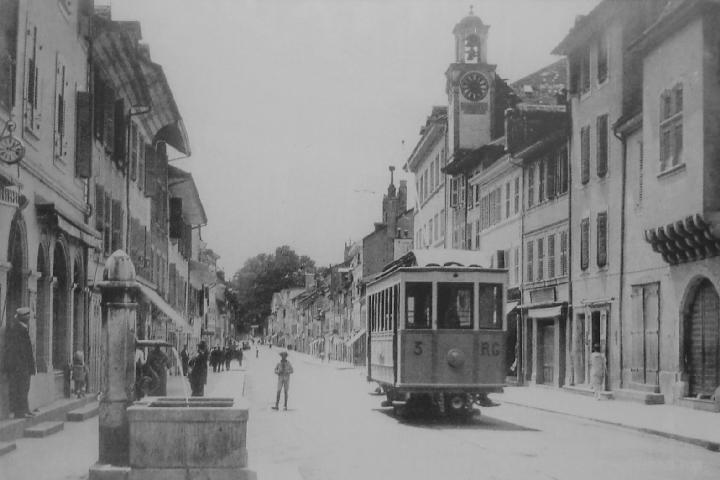
Tramwaj Ce 2/2 o nr 3 w Rolle

Tramwaje w Rolle/Gimel − zlikwidowany system komunikacji tramwajowej działający w szwajcarskich miastach Rolle i Gimel, działający w latach 1898−1938.

## Historia
Aby połączyć miejscowość Gimel z Rolle rozważano budowę linii kolejowej parowej, kolejki zębatej, linii wąskotorowej i linii tramwajowej. Ostatecznie wybrano budowę linii tramwajowej. Budowę linii tramwajowej łączącej Gimel z Rolle rozpoczęto w marcu 1898. 12 października 1898 rozpoczęto regularne kursy. Na linii oprócz pasażerów przewożono także towary. W połowie lat 30. XX w. linia okazała się nieopłacalna i odmówiono jej dofinansowywania z powodu obsługi regionu przez linie kolejowe. Linię tramwajową zamknięto 30 września 1938 i wkrótce potem rozebrano torowisko. Linię zastąpiono linią autobusową. 

## Linia
Linia tramwajowa w Rolle/Gimel:
- Rolle − Gimel

Linia tramwajowa zaczynała się na przystani w Rolle nad Jeziorem Genewskim, dalej prowadziła obok dworca kolejowego, następnie linia tramwajowa prowadziła przez miejscowość Mont-sur-Rolle i kończyła się w Gimel (po drodze przechodząc obok dworca kolejowego w Gimel). 

## Tabor
Do obsługi linii posiadano 3 wagony silnikowe oraz 7 wagonów towarowych w tym jeden silnikowy.
Dane techniczne taboru:
| Typ    | Rok produkcji | Liczba egzemplarzy/numery | Długość | Waga    | Uwagi                    |
| ------ | ------------- | ------------------------- | ------- | ------- | ------------------------ |
| Ce 2/2 | 1898          | 3/1−3                     | 7,3 m   | 7−9 ton | wagony silnikowe         |
| Fe 2/2 | 1898          | 1/11                      | 7,4 m   | 8 ton   | wagon silnikowy towarowy |
| M      | 1898−1908     | 2/21−22                   | 3,1 m   | 1 tona  | wagony towarowe          |
| M      | 1915−1916     | 2/23−24                   | 3,3 m   | 1 tona  | wagony towarowe          |
| M      | 1918          | 2/25−26                   | 3,9 m   | 1 tona  | wagony towarowe          |